# Life Is Strange (videójáték-sorozat)
A Life Is Strange kalandjáték-sorozat, amelyet a Square Enix External Studios kiadója ad ki. A sorozatot a Dontnod Entertainment hozta létre, az azonos című első játékkal debütált 2015-ben, öt epizódon keresztül. Ezt 2017-ben a háromepizódos előzmény, a Life Is Strange: Before the Storm követte a Deck Nine gyártásában, amelyhez egy bónusz epizód is megjelent 2018 elején DLC formájában. A Life Is Strange 2 és a The Awesome Adventures of Captain Spirit spin-off 2018-ban és 2019-ben jelent meg, fejlesztője ismét a Dontnod volt. A harmadik fő kiadás (a második, amelyet a Deck Nine készített), a Life Is Strange: True Colors 2021 szeptemberében jelent meg. A negyedik rész a Life Is Strange: Double Exposure volt és 2024 októberében jelent meg. 2022 februárjában az első két játék remaszterelt verziója együtt jelent meg.
A sorozatból egy képregény-sorozat is született, amely az eredeti játék egyik lehetséges végződésétől folytatja a történetet, illetve egy a True Colors vége után, és egy könyv is.

## Játékmenet
A Life Is Strange kalandjáték, amely harmadik személyi nézőpontból játszódik. A játékos különböző tárgyakkal tud interakcióba lépni, amely lehetővé teszi a környezet megváltoztatását, illetve tud kommunikálni nem játszható karakterekkel, felfedezhet különböző területeket. A dialógusokban általában több különböző választási lehetőség van, amelyek gyakran hatással vannak a játék végkimenetelére rövid-, és hosszútávon. Rövidtávú pozitív kimenet nem jelenti azt, hogy a döntés hosszútávon is jó lesz.
Minden játéknak van saját mechanikája, amely a másik kiadásokban nem található meg. A Life Is Strange-ben a játékos (Max szerepében) vissza tudja fordítani az idő járását, így megváltoztathatja döntéseit, akár más karakterekkel lefolytatott beszélgetések közben, hogy a megfelelő végkimenetelt érjék el. A játékos által összeszedett tárgyak vagy környezeti változások a visszafordítástól függetlenül az új helyükön maradnak. A Before the Stormban Chloe „feleselni” tud, befolyásolva személyeket beszélgetései közben. A Life Is Strange 2-ben a játékos (Sean szerepében) Danilet segíti etikai kérdések meghozatalában, akinek telekinetikus képességei vannak, amely vagy segíti vagy akadályozza a játékmenetet. A True Colorsban Alex parafenomén empátiával rendelkezik, amellyel befolyásolni tudja mások érzéseit, látja hogy érzik körülötte magukat az emberek, de a hangulatukat ő is felveszi.

## Játékok
| Cím                                      | Eredeti megjelenés éve | Főszereplő                   | Helyszín                | Időpont      | Rövid összefoglaló | For.               |
| ---------------------------------------- | ---------------------- | ---------------------------- | ----------------------- | ------------ | --- | ------------------ |
| Life Is Strange                          | 2015                   | Max Caulfield                | Arcadia Bay, Oregon     | 2013         | A Seattle-ből visszatérő Max véletlenül meglátja, ahogy gyerekkori barátját, Chloe-t meggyilkolják iskolája mosdójában, amelynek következtében felfedezi, hogy vissza tudja fordítani az időt. Maxnek több látomása is van egy közelgő viharról, és megpróbálja kisegíteni Chloe-t régi barátja, Rachel Amber megtalálásában.                               | [ 1 ] [ 2 ] [ 3 ]  |
| Life Is Strange: Before the Storm        | 2017                   | Chloe Price                  | Arcadia Bay, Oregon     | 2010         | Chloe Price nehezen tudja elfogadni apja halálát és Max elköltözését Seattle-be, mikor megismeri a népszerű Rachel Ambert. Ahogy egyre jobban megismerik egymást, felfedezik az Amber-család titkait, és megpróbálják felkutatni Rachel anyját. | [ 4 ] [ 5 ]        |
| The Awesome Adventures of Captain Spirit | 2018                   | Christopher Eriksen          | Beaver Creek, Oregon    | 2016         | Chris megpróbálja segíteni alkoholista apját karácsony közeledtével, miközben több gonosszal is megküzdök, akik érzelmeinek megnyilvánulásai anyja halálát követően. Egy vita után apjával, leesik egy fáról, de meglepően nem ér földet, hanem elkezd lebegni, a háttérben a Life Is Strange 2 két főszereplője látható. A LiS 2 előzeteseként jelent meg. | [ 6 ] [ 7 ]        |
| Life Is Strange 2                        | 2018–2019              | Sean és Daniel Diaz          | Nyugati-part            | 2016–2017    | Sean és Daniel elmenekülnek otthonukból, Seattle-ből, miután apjukat megöli egy rendőr. Daniel egy robbanásban telekinetikus képességekre tesz szert, amelyeket használva a testvérpár az ország nyugati partján haladva kalandozik. | [ 8 ] [ 9 ] [ 10 ] |
| Life Is Strange: True Colors             | 2021                   | Alex Chen                    | Haven Springs, Colorado | 2019         | Alex parafenomén empátiával rendelkezik, amellyel befolyásolni tudja mások érzéseit, látja hogy érzik körülötte magukat az emberek, de a hangulatukat ő is felveszi. | [ 11 ]             |
| Life Is Strange Remastered Collection    | 2022                   | Max Caulfield és Chloe Price | Arcadia Bay, Oregon     | 2010 és 2013 | Az eredeti két játék remaszterelt kiadása. | [ 12 ]             |
| Life Is Strange: Double Exposure         | 2024                   | Max Caulfield                | Lakeport, Vermont       | 2023         | A már felnőtt Max visszatér a sorozatba, egy gyilkosságot próbál megoldani képességeivel. | [ 13 ]             |

## Más megjelenések

### Képregények
Egy négyrészes sorozatot 2018 májusában jelentettek be, amelyet a Titan Comics 2018 novemberében kezdett el kiadni. A sorozat az eredeti játék történetét a „Sacrifice Arcadia Bay” döntéstől folytatja, és Max és Chloe-t követi a város pusztulását követően.
A második, 2023-ban bejelentett sorozat Alex Chen és Steph Gingrich történetét követi a True Colors után.
| Eredeti sorozat  | Eredeti sorozat     | Eredeti sorozat                                                                                     |
| Kiadás           | Dátum               | Kollekció                                                                                           |
| ---------------- | ------------------- | --------------------------------------------------------------------------------------------------- |
| 1                | 2018. november 14.  | Life Is Strange Vol. 1: Dust MEGJELENT: 2019. május 22. ISBN 9781785866456                          |
| 2                | 2018. december 19.  | Life Is Strange Vol. 1: Dust MEGJELENT: 2019. május 22. ISBN 9781785866456                          |
| 3                | 2019. január 16.    | Life Is Strange Vol. 1: Dust MEGJELENT: 2019. május 22. ISBN 9781785866456                          |
| 4                | 2019. február 20.   | Life Is Strange Vol. 1: Dust MEGJELENT: 2019. május 22. ISBN 9781785866456                          |
| 5                | 2019. május 29.     | Life Is Strange Vol. 2: Waves MEGJELENT: 2019. november 20. ISBN 9781787730885                      |
| 6                | 2019. június 26.    | Life Is Strange Vol. 2: Waves MEGJELENT: 2019. november 20. ISBN 9781787730885                      |
| 7                | 2019. július 24.    | Life Is Strange Vol. 2: Waves MEGJELENT: 2019. november 20. ISBN 9781787730885                      |
| 8                | 2019. augusztus 21. | Life Is Strange Vol. 2: Waves MEGJELENT: 2019. november 20. ISBN 9781787730885                      |
| 9                | 2019. október 16.   | Life Is Strange Vol. 3: Strings MEGJELENT: 2020. április 8. ISBN 9781787732070                      |
| 10               | 2019. november 13.  | Life Is Strange Vol. 3: Strings MEGJELENT: 2020. április 8. ISBN 9781787732070                      |
| 11               | 2019. december 11.  | Life Is Strange Vol. 3: Strings MEGJELENT: 2020. április 8. ISBN 9781787732070                      |
| 12               | 2020. január 15.    | Life Is Strange Vol. 3: Strings MEGJELENT: 2020. április 8. ISBN 9781787732070                      |
| Partners in Time |                     | |
| 2.1              | 2020. október 14.   | Life Is Strange – Volume 4: Partners in Time: Tracks MEGJELENT: 2021. április 7. ISBN 9781787734739 |
| 2.2              | 2020. november 18.  | Life Is Strange – Volume 4: Partners in Time: Tracks MEGJELENT: 2021. április 7. ISBN 9781787734739 |
| 2.3              | 2020. december 16.  | Life Is Strange – Volume 4: Partners in Time: Tracks MEGJELENT: 2021. április 7. ISBN 9781787734739 |
| 2.4              | 2021. január 20.    | Life Is Strange – Volume 4: Partners in Time: Tracks MEGJELENT: 2021. április 7. ISBN 9781787734739 |
| 3.1              | 2021. július 7.     | Life Is Strange – Volume 5: Coming Home MEGJELENT: 2021. november 3. ISBN 9781787734746             |
| 3.2              | 2021. szeptember 1. | Life Is Strange – Volume 5: Coming Home MEGJELENT: 2021. november 3. ISBN 9781787734746             |
| 4.1              | 2021. október 13.   | Life Is Strange – Volume 6: Settling Dust MEGJELENT: 2022. június 7. ISBN 9781787734753             |
| 4.2              | 2021. november 10.  | Life Is Strange – Volume 6: Settling Dust MEGJELENT: 2022. június 7. ISBN 9781787734753             |
| 4.3              | 2021. december 29.  | Life Is Strange – Volume 6: Settling Dust MEGJELENT: 2022. június 7. ISBN 9781787734753             |
| 4.4              | 2022. március 9.    | Life Is Strange – Volume 6: Settling Dust MEGJELENT: 2022. június 7. ISBN 9781787734753             |

| Life Is Strange: Forget-Me-Not | Life Is Strange: Forget-Me-Not | Life Is Strange: Forget-Me-Not                                               |
| Kiadás                         | Dátum                          | Kollekció                                                                    |
| ------------------------------ | ------------------------------ | ---------------------------------------------------------------------------- |
| 1                              | 2023. december 20.             | Life Is Strange: Forget-Me-Not MEGJELENT: 2024. december 10. ISBN 1787739791 |
| 2                              | 2024. március 27.              | Life Is Strange: Forget-Me-Not MEGJELENT: 2024. december 10. ISBN 1787739791 |
| 3                              | 2024. május 29.                | Life Is Strange: Forget-Me-Not MEGJELENT: 2024. december 10. ISBN 1787739791 |
| 4                              | 2024. augusztus 14.            | Life Is Strange: Forget-Me-Not MEGJELENT: 2024. december 10. ISBN 1787739791 |

### Könyvek
- Steph’s Story (2023)
- Heatwaves (2024)